# جایزه بزرگ فرانسه ۱۹۷۷
جایزه بزرگ فرانسه ۱۹۷۷ (انگلیسی: ‎1977 French Grand Prix‎) یک مسابقهٔ موتوری در رشتهٔ اتومبیل‌رانی فرمول یک بود که در تاریخ ۳ ژوئیهٔ ۱۹۷۷ در دیژان-پرنوا واقع در دیژون، فرانسه برگزار شد. این گراند پری در میان ۱۷ گراند پری در فصل ۱۹۷۷، مسابقهٔ شمارهٔ ۹ بود.
در این مسابقه که در ۸۰ دور و به مسافت ۳۰۴٫۰۸ کیلومتر (۱۸۸٫۹۴۷ مایل) برگزار شد، پول پوزیشن توسط ماریو اندرتی کسب شد و سریع‌ترین زمان برای طی یک دور پیست که برابر با ۱:۱۳٫۷۵ بود نیز توسط ماریو اندرتی به ثبت رسید.
ماریو اندرتی از تیم لوتوس-فورد، جان واتسون از تیم برابام-آلفا رومئو و جیمز هانت از تیم مک‌لارن-فورد به‌ترتیب مقام‌های اول تا سوم مسابقه را کسب کردند.

## رده‌بندی قهرمانی پس از مسابقه
| جایگاه | راننده        | امتیاز |
| ------ | ------------- | ------ |
| ۱      | نیکی لائودا   | ۳۳     |
| ۲      | ماریو اندرتی  | ۳۲     |
| ۳      | جودی شکتر     | ۳۲     |
| ۴      | کارلوس روتمان | ۲۸     |
| ۵      | گونا نیلسون   | ۱۶     |
| منبع:  |               |        |

| جایگاه | سازنده            | امتیاز  |
| ------ | ----------------- | ------- |
| ۱      | فراری             | ۵۰ (۵۲) |
| ۲      | لوتوس-فورد        | ۴۳      |
| ۳      | ولف-فورد          | ۳۲      |
| ۴      | مک‌لارن-فورد       | ۲۵      |
| ۵      | برابام-آلفا رومئو | ۱۷      |
| منبع:  |                   |         |

یادداشت
- تنها پنج جایگاه نخست از هر رده‌بندی نمایش داده شده است.